# ヘイデン・バードソング
ヘイデン・バードソング（Hayden Birdsong, 2001年8月30日 - ）は、アメリカ合衆国イリノイ州コールズ郡マトゥーン出身のプロ野球選手（投手）。右投右打。MLBのサンフランシスコ・ジャイアンツ所属。

## 経歴

### プロ入りとジャイアンツ時代
2022年のMLBドラフト6巡目（全体191位）でサンフランシスコ・ジャイアンツから指名されプロ入り。傘下のルーキー級アリゾナ・コンプレックスリーグ・ジャイアンツでプロデビューし、その後A級サンノゼ・ジャイアンツへ昇格した。
2023年はA級サンノゼ、A＋級ユージーン・エメラルズ、AA級リッチモンド・フライングスクウォーレルズの3チーム合計で28試合（先発25試合）に登板して2勝5敗、防御率3.31、149奪三振を記録した。A＋級ユージーンに所属していた7月4日の試合で継投によるノーヒットノーランを達成している。
2024年はAAA級サクラメント・リバーキャッツで開幕を迎え、6月26日にメジャー契約を結びアクティブ・ロースター入り。同日のシカゴ・カブス戦に先発登板してメジャーデビューを果たした。

## 詳細情報

### 背番号
- 60（2024年 - ）